# ’74–’75
’74–’75 ist eine 1993 erschienene Single aus dem Album Ring von der US-amerikanischen Band The Connells. Das Lied wurde vor allem in Europa ein Hit, wo es die Charts in Norwegen und Schweden anführte.

## Musikvideo
Das dazugehörige Musikvideo wurde von Mark Pellington inszeniert. Es wurde 1993 an der Needham B. Broughton High School in der Heimatstadt der Band in Raleigh, North Carolina, gedreht und zeigte Mitglieder des Abschlussjahrgangs von 1975, die Jahrbuchbilder mit Filmmaterial derselben Personen nebeneinander stellten, wie sie 1993 erschienen. Am 14. November 2015, anlässlich des 40-jährigen Jubiläums der Klasse von 1974 bis 1975, wurde ein Remix-Video des Songs veröffentlicht, das die Teilnehmer 22 Jahre nach Veröffentlichung des Originalvideos zeigt.

## Versionen
7" single
1. "’74–’75" – 4:36
2. "New Boy" (Live Version) – 4:44

CD single
1. "’74–’75" – 4:36
2. "New Boy" (Live Version) – 4:44

CD maxi
1. "'74–'75" (album version) – 4:36
2. "Logan Street" – 3:39
3. "Fun & Games" (Live Version) – 3:07
4. "New Boy" (Live Version) – 4:44

## Rezeption

### Charts und Chartplatzierungen
’74–’75 erreichte in Deutschland Rang sieben der Singlecharts und platzierte sich fünf Wochen in den Top 10 und 28 Wochen in den Top 100. In den deutschen Airplaycharts platzierte sich das Lied für drei Wochen an der Chartspitze. In Österreich erreichte die Single Rang sechs und platzierte sich sieben Wochen in den Top 10 und zwölf Wochen in den Charts. In der Schweizer Hitparade platzierte sich ’74–’75 auf Rang drei und hielt sich acht Wochen in den Top 10 sowie 24 Wochen in den Charts. In den britischen Charts erreichte die Single in elf Chartwochen mit Rang 14 seine höchste Chartnotierung. Darüber hinaus erreichte das Stück die Chartspitze in Norwegen und Schweden. In allen aufgeführten Ländern ist ’74–’75 der einzige Single-Charterfolg für die Connells.
1995 platzierte sich ’74–’75 auf Rang 23 der deutschen Single-Jahrescharts sowie auf Rang 35 in Österreich und Rang 14 in der Schweiz.
| ChartsChartplatzierungen     | Höchstplatzierung | Wochen |
| ---------------------------- | ----------------- | ------ |
| Deutschland (GfK)            | 7 (28 Wo.)        | 28     |
| Österreich (Ö3)              | 6 (12 Wo.)        | 12     |
| Schweiz (IFPI)               | 3 (24 Wo.)        | 24     |
| Vereinigtes Königreich (OCC) | 14 (11 Wo.)       | 11     |

| ChartsJahrescharts (1995) | Platzierung |
| ------------------------- | ----------- |
| Deutschland (GfK)         | 23          |
| Österreich (Ö3)           | 35          |
| Schweiz (IFPI)            | 14          |

### Auszeichnungen für Musikverkäufe
| Land/Region                  | Auszeichnungen für Musikverkäufe (Land/Region, Auszeichnung, Verkäufe) | Verkäufe |
| ---------------------------- | ---------------------------------------------------------------------- | -------- |
| Deutschland (BVMI)           | Gold                                                                   | 250.000  |
| Schweden (IFPI)              | Gold                                                                   | 25.000   |
| Vereinigtes Königreich (BPI) | Silber                                                                 | 200.000  |
| Insgesamt                    | 1× Silber · 2× Gold ·                                                  | 475.000  |